# Zomergem
Zomergem é um município belga situado na província de Flandres Oriental. O município é constituído pelas vilas de Oostwinkel, Ronsele e Zomergem. Em 1 de Janeiro de 2006, Zomergem tinha uma população de 8.011 habitantes, uma área total de 38,78 km² e uma densidade populacional de 207 habitantes por km².

## Vilas vizinhas
- a. Waarschoot
- b. Lovendegem
- c. Merendree (Nevele)
- d. Hansbeke (Nevele)
- e. Bellem (Aalter)
- f. Ursel (Knesselare)
- g. Adegem (Maldegem)
- h. Eeklo

## Deelgemeenten
O município de Zomergem encontra-se dividido em três deelgemeenten: Zomergem, Oostwinke e Ronsele

### Tabela
| #   | Nome       | Superfície | População (2002) |
| --- | ---------- | ---------- | ---------------- |
| I   | Zomergem   | 27,92      | 6891             |
| II  | Oostwinkel | 8,36       | 695              |
| III | Ronsele    | 2,51       | 582              |

## Evolução demográfica
Fonte:NIS